# Gendarmerie de la sécurité des armements nucléaires
La gendarmerie de la sécurité des armements nucléaires (GSAN) est une formation spécialisée de la Gendarmerie nationale française, chargée d'assurer le contrôle du gouvernement sur l'arsenal nucléaire français.

## Histoire

### Le Groupe Spécial de Sécurité pendant la guerre froide
Après la tentative de putsch des généraux, le conseil de Défense du 4 février 1964 décide de créer une force spécialisée de la Gendarmerie nationale dans le « contrôle gouvernemental » des armes nucléaires, afin d'empêcher tout usage des armes sans l'ordre légitime du président de la République. Les premières bombes AN-11 étant la responsabilité de l'armée de l'air, cette force se construit à partir des moyens et effectifs de la Gendarmerie de l'Air. Le 22 mai 1964, les premiers essais de communications sécurisés ont lieu, et cherche à démontrer l'autonomie et la robustesse du système. Cette force s'émancipe de la Gendarmerie de l'Air dès le 15 juillet 1964, se dotant de son propre groupe de commandement à Courbevoie et d'une section centrale à Taverny. C'est le 13 août de la même année que Pierre Messmer, alors ministre des Armées, donne officiellement au groupe le nom de « groupement spécial de sécurité » (GSS), avec le lieutenant-colonel Girault comme son premier chef.
Le groupe est alors sous le commandement direct du ministre, même si ses moyens dépendent de la direction de la Gendarmerie et de la Justice militaire (future direction générale de la Gendarmerie nationale), bien que cette dernière administration n'ait aucun droit de regard sur les actions du groupe. Le GSS réalise donc quatre missions :
- interdire tout mouvement hors des dépôts et ateliers de munitions spéciales (DAMS) des cœurs isolés ou incorporés à l'arme sans autorisation préalable du gouvernement ;
- transmettre les autorisations de mouvements hors des DAMS ;
- connaître en permanence la position des cœurs réels et être en mesure d’en rendre compte à tout moment aux autorités gouvernementales compétentes ;
- exercer une surveillance et un contrôle constants sur les armes nucléaires lors des trois moments critiques : leurs transports sur le territoire national, leurs stockages sur les bases des forces stratégiques et leurs montages sur les systèmes de lancements (sur les avions Mirage IV et les sous-marins nucléaires lanceurs d'engins de classe Le Redoutable), ainsi que lors de certaines étapes du montages aux côtés des professionnels du Commissariat à l'énergie atomique (CEA).

Un nouvel arrêt est signé le 28 février 1972 pour étendre le rôle du GSS au contrôle gouvernemental des armes du Plateau de l'Albion, et confirme le rôle du Président de la République comme seule autorité sur le choix d'engager à tout temps et en tout lieu les armes nucléaires.
Un nouveau décret, le 7 février 1990, précise que le GSS est responsable du transport des engins expérimentaux, des éléments sensibles et des armes nucléaires en elles-mêmes. Il est aussi précisé dans ce décret que les dépenses relatives aux armes nucléaires sont aux charges des services qui les emploient, c'est-à-dire l'Armée de l'Air est responsable financièrement des bombes AN-22 et de ses Mirage IV. Ainsi, les coûts relatifs aux activités du GSS sont à la charge de la Gendarmerie Nationale.
Elle devient par décret la « gendarmerie de la sécurité des armements nucléaires » (GSAN) en 1993,.

#### Le Groupe Spécial de Sécurité et l'Armée de l'Air
L'Armée de L'Air est la première composante de l'armé française à recevoir des armes nucléaires avec la bombe AN-11 lancée depuis des Mirages IV. Entre 1964 et 1966, que les bases aériennes de Mont-de-Marsan, Cazaux, Creil, Cambrai, Oranges, Avord et Luxeuil obtiennent leurs certifications nucléaires et sont déclarées prêtes à accueillir les bombes. Les Escadrons de Gendarmeries Mobiles (EGM) locaux voient leurs effectifs augmenter en formant des Pelotons Spéciaux de Sécurité (PSS) agissant comme des relais de l'antenne centrale du GSS à Taverny. Les gendarmes superviseront l'arrivée des nouvelles bombes AN-21, AN-22 puis AN-52.
Les armes nucléaires de l'Armée de l'Air française seront divisées entre deux unités : les forces aériennes stratégiques (FAS) équipées de Dassault Mirage IV puis Mirage 2000N et les forces aériennes tactiques (FATac) équipées de Dassault Mirage IIIE et de SEPECAT Jaguar. Ainsi, les bases de Saint-Dizier et d'Istres qui accueillaient les escadrons 1/7 Provence, 3/7 Languedoc, 4/7 Limousin reçoivent des pelotons spéciaux de sécurité (PSS). Ces PSS seront chargés de s'assurer du respect des ordres présidentiels sur le tarmac jusqu'aux décollages pour ce qui touche du stockage, de la sortie, de l'accrochage et du déploiement de l'arme. En 1988, l'Armée de l'Air reçoit les missiles ASMP pour ses Mirages IV, puis à partir de 1987 le Mirage 2000N.
La création de la composante balistique sol-sol sur le plateau de l'Albion avec le 1er Groupement de Missiles Stratégiques (1er GMS). L'Armée de l'Air ouvre alors en 1968 la base aérienne 200 Apt-Saint-Christol, et en parallèle le GSS crée l'Antenne Spéciale de Sécurité d'Apt, qui deviendra plus tard l'Escadron Spécial de Sécurité d'Apt après avoir reçu en renfort plusieurs EGM.

#### Le Groupe Spécial de Sécurité et laMarine Nationale
Avec la création de la base de l'Île Longue permettant d'accueillir les premiers sous-marins nucléaires lanceurs d'engins de classe Le Redoutable, le GSS forme le 15 janvier 1971 un Peloton Spéciale de Sécurité. Ce peloton permettra d'assurer la sécurité des missiles mer-sol balistiques stratégiques nucléaires, ainsi que de qualifier le personnel de la Marine Nationale pour les opérations nucléaires. C'est donc en décembre 1979 qu'est créée l'antenne spéciale de sécurité de l'île Longue (ASSILO) afin de renforcer la position du GSS sur ce terrain. Cette antenne mobilise notamment les escadrons de gendarmerie mobile locaux afin d'assurer ses missions.
De plus, avec la mise en service du Dassault Super-Étendard qui peut être armé avec une bombe AN-52, il est décidé de créer une force aéronavale nucléaire (FANu). Les gendarmes du GSS sont donc mobilisés dès le 18 mai 1980 pour qualifier les hélicoptères SA.330 Puma (pour le transport des munitions nucléaires), les portes-avions Clémenceau et Foch et la base aéronavale d'Hyères aux opérations nucléaires. Le 27 février 1981 est formée l'Unité Spéciale de Sécurité Embarquée (USSE) à bord du Clémenceau et le 26 avril 1982 à bord du Foch afin de s'assurer du contrôle gouvernemental sur les armes nucléaires embarquées, en sécurisant l'arme en elles-mêmes et en s'assurant de la conformité de son installation sur l'appareil.
Les gendarmes du GSS puis GSAN au coté de la FANu suivront les avancements des nouveaux équipements par la certification du Dassault Super-Étendard Modernisé en 1986, et du missile ASMP pour les flotilles embarqués sur le Clémenceau en 1991 puis le Foch à partir de 1992. Pour ce qui est de la Force Océanique Stratégique (FOST), les gendarmes suivront l'entrée en service des SNLE de classe Le Triomphant, ainsi que les améliorations des missiles nucléaires avec les missiles M51.1, puis M51.2 et enfin M51.4, et le passage des têtes nucléaires TN75 aux Têtes Nucléaires Océaniques (TNO).

#### Le Groupe Spécial de Sécurité et l'Armé de Terre
L'Armée de Terre fut la dernière composante à mettre en service des armes nucléaires sous la forme du missile tactique/pré-stratégique avec le missile Pluton. Ce système sera mis en place entre 1974 et 1977 au sein des éléments organiques des trois corps d'armées de la 1ère armée,.
| Corps d'armées                | Régiments et Garnisons |
| ----------------------------- | --- |
| 1er corps                     | 3ème régiments d'artillerie (jusqu'en 1990) de Mailly 4ème régiments d'artillerie (jusqu'en 1990) de Laon-Couvron 15ème régiments d'artillerie de Suippes |
| 2ème corps                    | 32ème régiments d'artillerie de Belfort 74ème régiments d'artillerie de Oberhoffen                                                                        |
| 3ème corps (à partir de 1990) | 3ème régiments d'artillerie de Mailly 4ème régiments d'artillerie de Laon-Couvron                                                                         |

Chacun de ses régiments étaient composés de 5 batteries, soit environ 1000 personnes :
- une batterie de commandement et des services (BCS),
- trois batteries de tir (BT) à 2 lances missiles Pluton chacune,
- une batterie de sécurité et de transport nucléaire (BSTN), chargée de la garde du dépôt atelier de munitions spéciales (DAMS), lié aux Peloton de Sécurité Spécial du GSS[6]

### L'après guerre froide
La fin de la guerre froide voit la disparition de nombreuses unités nucléaires dans les trois armées. Ainsi, pour la Marine Nationale, on passe de 6 SNLE à 4 SNLE de classe Le Triomphant. Dans l'Armée de l'Air, seuls subsistent les PSS des bases d'Avord, d'Istres, Saint-Dizier et Valduc. En effet, la base de Mont-de-Marsant est dénucléarisée en 2011 comme Luxeuil en 2012, ce qui entraînera la fermeture des PSS locaux.L'Armée de Terre perdra sa composante nucléaire progressivement malgré l'arrivée du missile Hadès et la création de la force Hadès en 1991, notamment avec la fin du service militaire qui fait disparaître une large partie de la masse des militaires du rang. Pendant la décennie 90, le nombre d'ogives a diminué, passant de 500 à 200, ce qui a conduit à une diminution des effectifs du GSS devenu GSAN.
Dans le cadre des évolutions de la dynamique démographique française avec le dépeuplement global des zones rurales, il est voté le 3 août 2009, la loi 2009-975 relative à la Gendarmerie Nationale. Cette loi prévoit, entre autres, le passage de la Gendarmerie Nationale sous Ministère de l'Intérieur au lieu du Ministère des Armées pour le contrôle opérationnel et organique.
Quelques mois plus tard, le décret 2009-1118 relatif au contrôle gouvernemental de la dissuasion nucléaire va détailler précisement les rôles du Président de la République, du Premier Ministre, du ministre de la Défense et du Chef d'Etat-Major des Armées,.

## Rôle
La GSAN est commandée par un officier général, elle est un acteur central de la dissuasion nucléaire, sa principale mission étant d'assurer le contrôle gouvernemental de l'armement nucléaire. Elle contribue également à la sécurisation des transports sensibles de cet armement.
La GSAN relève du directeur général de la Gendarmerie nationale ainsi que du ministre des Armées pour ce qui concerne son emploi. La GSAN assure le contrôle gouvernemental sur les sites des forces armées (air et marine) mettant en œuvre l'armement nucléaire, tel que définie par le Code de la Défense : 
- le contrôle gouvernemental de l'engagement, c'est-à-dire de garantir au président de la République le contrôle des armes nucléaires, notamment de son engagement ;
- le contrôle gouvernemental de la conformité de l'emploi, c'est-à-dire s'assurer que les forces armées appliquent les directives du président de la République ;
- le contrôle gouvernemental de l'intégrité des moyens, c'est-à-dire protéger l'ensemble des moyens contre les actes malveillants ou hostiles et contre les atteintes au secret de la défense nationale, notamment lors des transports de matériels sensibles[10].

La GSAN est composée d'unités organiques (50 gendarmes) et d'unités de participation (250 gendarmes). Ces dernières sont désignées par la direction générale de le Gendarmerie Nationale et sont rattachées pour emploi à la GSAN. Un exemple d'unités de participations fût l'escadron 11/6 de la gendarmerie mobile dans le cadre d'un peloton spécial de sécurité.

## Organisation

### Unités organiques
- État-major implanté à Nanterre (Hauts-de-Seine)
- Une antenne spéciale de sécurité armes (ASSA) implantées à Taverny (Val-d'Oise)
- Une antenne spéciale de sécurité de transports sensibles (ASSTS) implantés à Taverny (Val-d'Oise)
- Une antenne spéciale de sécurité de l'île Longue (ASSILO) implantée à Crozon (Finistère)[10]

### Unités de participations
Les unités précises varient mais on en distingue deux types :
- des pelotons spéciaux de sécurité (PSS) implantée sur les différentes bases à vocation nucléaire ;
- des escadrons de gendarmerie mobile pour assurer les missions de transports sensibles liés à la dissuasion nucléaire (à ne pas confondre avec les escortes « Tango » qui concernent le nucléaire civil).

## Localisations
La GSAN est implantée sur plusieurs sites :  
- sur la base opérationnelle de l'île Longue ;
- sur les bases aériennes mettant en œuvre l'arme nucléaire ;
- sur d'autres sites relevant du ministère des Armées.